# Don't Stop 'Til You Get Enough
"Don't Stop 'Til You Get Enough" é uma canção do cantor e compositor americano Michael Jackson. Lançada pela Epic Records em 10 de julho de 1979, a música é a primeira faixa do quinto álbum de estúdio de Michael, Off the Wall (1979). Além disso, foi a primeira gravação solo em que o cantor esteve na direção criativa.
Foi o segundo single de Jackson a alcançar o primeiro lugar na parada Billboard Hot 100 após "Ben", e seu primeiro hit solo a alcançar o número um na parada Billboard Soul Singles. Além da aclamação pela crítica, a canção foi topo das paradas ao número um em outros nove países e sendo bem aclamada pela crítica. A música rendeu prêmios ao artista como o Grammy de Melhor Performance Vocal Masculina de R&B e o American Music Awards de Single Favorito Soul/R&B.
Em maio de 2022, após vender 5 milhões de unidades, foi certificada com o Disco de Platina Quíntuplo pela RIAA.

## Contexto
Apesar da boa recepção de Destiny, o primeiro álbum que os irmãos Jacksons tiveram controle artístico, Michael se sentia insatisfeito por não fazer produções próprias e pela influência exercida por seu pai em sua carreira. Em 1978, Michael interpretou o Espantalho em The Wiz, uma releitura urbana de O Maravilhoso Mágico de Oz de L. Frank Baum. Após as filmagens, Michael abordou o diretor musical do filme, Quincy Jones, para perguntar se ele conhecia algum produtor que pudesse ajudar em seus futuros projetos solo. Jones sugeriu a si mesmo, e os dois começaram a trabalhar em Off the Wall.
Quincy e Michael se reuniram em Los Angeles em 1979, e após ouvirem centenas de fitas demos, eles decidiram quais gravar, incluindo "Workin' Day and Night", "Get on the Floor" e "Don't Stop 'Til You Get Enough". A forma de trabalhar de Quincy consistia em cercar o artista no estúdio com músicos talentosos com a total liberdade criativa, o que empolgou Michael, já que até então era limitado pelas escolhas das gravadoras e do pai no The Jacksons.
Michael afirmou que quando a melodia de "Don't Stop 'Til You Get Enough" surgiu em sua mente, ele não conseguia parar de pensar nela e a cantarolava pela casa, até que foi ao estúdio de gravação da família e pediu ao seu irmão Randy para tocá-la no piano. Ao tocar a gravação para Quincy Jones, foi acordado que a música estaria no álbum Off the Wall, sendo sua primeira faixa. Quando a mãe de Michael, Katherine Jackson, ouviu a música, ela salientou que o título poderia causar mal-entendidos. O cantor assegurou que a música não se referia a sexo, mas poderia significar o que as pessoas quisessem.

## Lançamento e recepção
"Don't Stop 'Til You Get Enough" foi lançada nos Estados Unidos em 10 de julho de 1979, pela Epic Records. Em outubro foi lançado um videoclipe para a música, o primeiro que Michael fez solo. Ainda que primitivo em comparação aos videoclipes futuros, Michael buscou inovar com um efeito que triplicava sua imagem.
A música foi bem recebida pelos críticos. Stephen Holden, da Rolling Stone, descreveu-a como "um dos poucos lançamentos recentes de disco que funciona tanto como faixa de dança quanto como uma extravagância auditiva comparável a 'Boogie Wonderland' do Earth, Wind and Fire". A Cashbox descreveu-a como tendo "um ritmo disco vibrante e contagiante", com um "trabalho de teclado eletrônico pulsante e trompetes brilhantes".
A música atingiu o primeiro lugar na Billboard Hot 100 em 13 de outubro, sendo o primeiro single solo de Michael Jackson a alcançar o número um desde "Ben", sete anos antes. Também alcançou o topo das paradas na Austrália, Nova Zelândia, Noruega e África do Sul, e atingiu o número três no Reino Unido. Em 29 de novembro foi certificada com o Disco de Ouro. Em 1989, foi certificada com o Disco de Platina pela Recording Industry Association of America (RIAA). Em maio de 2022, após vender 5 milhões de unidades, foi certificada com o Disco de Platina Quíntuplo, também pela RIAA.
"Don't Stop 'Til You Get Enough" rendeu a Michael seu primeiro Grammy solo, vencendo na categoria Melhor Performance Vocal Masculina de R&B no Grammy Awards de 1980. Também foi indicada para Melhor Gravação Disco, mas não venceu. A música ainda recebeu o prêmio de Single Favorito Soul/R&B no American Music Awards de 1980.

## Controvérsias
Em um discurso na Red Bull Music Academy de 2016, o tecladista Greg Phillinganes alegou que Jackson lhe mostrou uma demo inicial de "Don't Stop 'Til You Get Enough" e disse "precisa de outra parte", sugerindo em seguida fazer uma ponte, e os dois concordaram em avaliar sua contribuição em 10% da música. Logo depois, no entanto, foi informado de que sua contribuição seria considerada apenas um arranjo. Quincy Jones apoiou a alegação de Phillinganes, dizendo que Michael não pagou os 10% da contribuição.